# Pereslavl-Zalesskij
Pereslavl-Zalesskij (rusky Переславль-Залесский) je město v Jaroslavské oblasti Ruské federace. V roce 2010 mělo zhruba 42 tisíc obyvatel. Patří mezi města Zlatého kruhu Ruska.

## Poloha
Pereslavl-Zalesskij leží na jihovýchodním břehu Pleščejeva jezera, zhruba 20 kilometrů na sever od hranice s Vladimirskou oblastí. Od hlavního oblastního města Jaroslavle je vzdáleno 124 kilometrů na jihozápad a od Moskvy, hlavního města federace, je vzdáleno 140 kilometrů na severovýchod. Blízká okolní města jsou Alexandrov 37 kilometrů jižně, Strunino 42 kilometrů jihozápadně a Karabanovo 47 kilometrů jižně.

## Rodáci
- Michail Jaroslavič Chorobrit (1229–1249), kníže moskevský a velkokníže vladimirský
- Alexandr Něvský (zemřel 1263), veliký kníže vladimirský a novgorodský kníže